# Syscia disjuncta
Syscia disjuncta (лат.) — вид муравьёв рода Syscia из подсемейства Dorylinae (Formicidae).

## Распространение
Встречаются в Центральной Америке: Коста-Рика, Мексика.

## Описание
Мелкие муравьи красновато-коричневого цвета (длина около 3 мм). Ширина головы рабочих 0,54—0,69 мм, длина головы 0,65—0,82 мм. Отличаются следующими признаками: субпетиолярный отросток асимметричный и треугольный; абдоминальный сегмент AIII сверху слабо трапециевидной формы, бока слабовыпуклые; AIV сверху с выпуклыми сторонами, передний край неусеченный; у AIII и AIV дорсальный профиль слабовыпуклый, а их пунктуры средние и мелкие; отстоящие волоски средней длины. Стебелёк двухчлениковый, но явные перетяжки между следующими абдоминальными сегментами отсутствуют. Проното-мезоплевральный шов развит. Оцеллии отсутствуют, сложные глаза редуцированные. Нижнечелюстные щупики рабочих 2-члениковые, нижнегубные щупики состоят из 2 сегментов. Средние и задние голени с одной гребенчатой шпорой. Обнаружены в подстилочном лесном слое. Вид был впервые описан в 2021 году американским мирмекологом Джоном Лонгино и немецким энтомологом Майклом Бранстеттером.